# Viktor Radnický
Viktor Radnický (31. prosince 1916, Blovice - 1985) byl český fotograf a fotožurnalista. Vyučil se fotografem, poté absolvoval grafickou průmyslovku. Od roku 1945 pracoval jako fotoreportér časopisu Květy.

## Výstavy
- 1961 Fotografie Viktora Radnického, Divadlo ABC, Praha
- 1962 Viktor Radnický, Fotografický kabinet J. Funka, Dům pánů z Kunštátu, Dům umění města Brna

## Publikace
- AŠKENAZY, Ludvík. Kde teče krev a nafta .... Ilustrace Viktor Radnický. Praha: Svoboda, 1948. 31 s.
- Václav Kopecký (předmluva); Boris Michajlov (úvodní stať). Albánie - země orlů. Redakce Petr Tučný a Boris Michajlov; ilustrace Viktor Radnický. Praha: Mír, 1950. 17 + 105 obr. příloha s.
- ŽÁK, Jiří. Zirkus / Bilder von Viktor Radnický. Překlad Kurt Lauscher; ilustrace Viktor Radnický. Praha: Artia, 1960. 87 s. (německy)